# NATO Defense College

Logo des NDC

Das 1951 gegründete NATO Defense College (NDC) ist eine Militärakademie der NATO für Stabsoffiziere und Generale der Streitkräfteangehörigen des Bündnisses in Cecchignola, einem Stadtviertel im Süden Roms. Es untersteht direkt dem NATO-Militärausschuss, dessen Vorsitzender zugleich Vorsitzender des Academic Advisory Boards des NDC ist.

## Allgemein
Das College geht auf einen Vorschlag Dwight D. Eisenhowers zurück und hatte seinen ersten Sitz in Paris. Als Frankreich sich 1966 von der Militärstruktur der NATO trennte, verzog das College nach Rom (Viale della Civilta del Lavoro), bis es nach 1999 in ein neues Gebäude doppelter Größe in die Militärstadt (Città Militare) Cecchignolas wechselte. Der Kommandant des College hat den Rang eines Generalleutnants. Seine Stellvertreter bzw. Direktoren sind Militärs im Generalsrang und Zivilisten.
Etwa 30 Dozenten halten hier zehn verschiedene, meist fünfeinhalbmonatige Kurse und Seminare ab. Etwa 100 Teilnehmer, davon 25 % Zivilisten (Diplomaten, Regierungsbeamte, Parlamentarier), sind jährlich an der Schule eingeschrieben. Kurszugang erhalten neben Delegierten der NATO-Länder auch Teilnehmerländer des Programms Partnerschaft für den Frieden (seit 1994) und des Mittelmeerdialoges. Die bisher etwa 7.000 Absolventen dürfen die Buchstabenkombination NADC nach ihrem Namen führen (sog. post nominals).
Seit 1953 besteht die Annual Conference and Seminar of the Association of Anciens und seit 1971 eine Jahreskonferenz der Kommandanten der Militärakademien der NATO-Länder, zu der seit 1991 auch jene der OSZE eingeladen werden. Dabei werden Meinungen zu den nationalen Offiziersausbildungen zum Zweck der Vertrauensbildung ausgetauscht.

## Kommandeure

Banner des NDC

- 1951–1953: André Lemonnier, Frankreich
- 1953–1955: Sir Lawrence Darvall, Großbritannien
- 1955–1957: Clovis E. Byers, USA
- 1957–1958: Edmondo de Renzi, Italien
- 1958: Edward Noel Keith Estcourt, Großbritannien
- 1958–1959: Tekin Arıburun, Türkei
- 1959–1961: O. Harteon, Belgien
- 1961–1963: Umberto de Martino, Italien
- 1963–1965: Wolf von Baudissin, Bundesrepublik Deutschland
- 1965–1966: Sergio Duilio Fanali, Italien
- 1966–1968: Einar Tufte-Johnsen, Norwegen
- 1968–1970: Şefik Erensü, Türkei
- 1970–1974: John O’Brien, Kanada
- 1974–1976: E.H. Wolff, Dänemark
- 1976–1979: R.J.W. Heslinga, Niederlande
- 1979–1981: Sir Lancelot Bell-Davies, Großbritannien
- 1981–1984: J.G. Kotsolakis, Griechenland
- 1984–1987: Franz Uhle-Wettler, Bundesrepublik Deutschland
- 1987–1989: A. Everaert, Belgien
- 1989–1993: P.M.A. Castelo Branco, Portugal
- 1993–1996: Richard J. Evraire, Kanada
- 1996–1999: Lecea Dezcallar, Spanien
- 1999–2002: Hartmut Olboeter, Deutschland
- 2002–2005: Jean-Paul Raffene, Frankreich
- 2005–2008: Marc Vankeirsbilck, Belgien
- 2008–2011: Wolf-Dieter Löser, Deutschland
- 2011–2014: Arne Bård Dalhaug, Norwegen
- 2014–2016: Janusz Bojarski, Polen
- 2016–2020: Christine "Chris" Whitecross, Kanada
- seit 2020: Olivier Rittimann, Frankreich